# 藤原妍子
藤原 妍子（ふじわら の けんし／きよこ、994年4月〈正暦5年3月〉- 1027年10月16日〈万寿4年9月14日〉）は、日本の第67代天皇・三条天皇の中宮(皇后)。         別名枇杷殿皇太后。
藤原道長の次女。母は源倫子。同母の兄弟に頼通・教通、上東門院彰子・威子・嬉子がある。子は禎子内親王。
和歌に優れ、『新古今和歌集』以下の勅撰和歌集に8首が入集した。文学サロンを形成し、部下に宣旨で勅撰歌人の大和宣旨がいる。

## 生涯
寛弘元年（1004年）11月正四位下、尚侍に任官。同年12月従三位。同7年（1010年）1月従二位、2月皇太子居貞親王（のちの三条天皇）に入内。同8年（1011年）三条天皇が即位し、女御宣下を受けて藤壺女御と称した。同9年（1012年）、中宮に冊立。長和5年（1016年）三条天皇譲位、寛仁元年（1017年）三条天皇崩御。同2年（1018年）、皇太后。万寿4年9月14日（1027年10月16日）出家、同日崩御。享年34。
居貞親王（のちの三条天皇）より18才も年下で親子ほども年が離れていた。居貞親王には先に入内していた娍子（藤原済時女）との間に既に四男があり、妍子は娍子所生の第一王子の敦明王と同年齢であった。妍子は東宮妃として入内した時、姉の一条天皇中宮・彰子には、敦成親王（後一条天皇）と敦良親王（後朱雀天皇）が生まれており、順調にいけば道長がいずれ天皇の外祖父・摂政となる可能性が濃厚であった。しかし、その前にこれまで結びつきの弱かった東宮・居貞親王に、道長は第二の布石として妍子を入内させたのである。翌年一条天皇の崩御により三条天皇が即位すると、その翌年2月妍子は中宮に冊立され、4月娍子は皇后に冊立された。
しかし長和2年（1013年）、妍子が出産したのは女子（禎子内親王、のちの陽明門院）であった。妍子に皇子が誕生することで、道長と三条天皇の間の関係修復を期待されていたのだが、それも無に帰してしまい、道長はこの内親王誕生に大層不機嫌であったという。結局その後も皇子は生まれず、三条天皇は道長の圧力に押し切られ譲位、ほどなく崩御した。妍子の皇子が帝位に就く可能性はこれでなくなり、また皇后娍子所生の敦明親王が三条天皇の没後皇太子を辞退してしまったこともあって、冷泉天皇系の男子の皇統は完全に将来を閉ざされることになった（ただし女系は禎子内親王を経て後三条天皇へと受け継がれた）。
妍子は道長の娘達の中でも特に美しく、また妍子に仕える女房達の衣装が贅沢すぎることで兄頼通が叱責したとの逸話もあり、やや派手好きな性格であったらしい。しかし皇太后とはいえ、皇子の出産なく終わった彼女は、もはや表舞台に立つ存在ではなくなっていた。その後妍子は一人娘禎子内親王と共に三条天皇から伝領した枇杷殿に住み、万寿4年（1027年）3月に禎子内親王が東宮敦良親王（のちの後朱雀天皇）に入内するのを見届けて、その半年後に病で崩じた。華美を好むあまりに身内の眉をひそめさせることもあった妍子だが、亡くなる間際に身を清め、正式な受戒を済ませての潔い臨終であり、道長は末娘嬉子に続く次女の死に「老いた父母を置いてどこへ行かれるのか、私達も供をさせてくれ」と泣いて取り縋ったと伝えられる。

## 関連作品
- NHK大河ドラマ『光る君へ』（2024年、演：倉沢杏菜[3]）